# Daniele Bracciali
Daniele Bracciali (Arezzo, 10 de Janeiro de 1978) é um ex-tenista profissional italiano, melhor colocado em 49º e 21º em simple e duplas, respectivamente.
Dentro de campo, representou a Equipe Italiana de Copa Davis, e venceu o ATP de Casablanca, em 2006 vencendo na sequência: Olivier Patience; Alexander Waske; Luis Horna; Gilles Simon e na decisão o chileno Nicolás Massú, em duplas, faturou um título em solo pátrio, ao lado de Giorgio Galimberti, vencendo a parceria francesa na final de Jean-François Bachelot e Arnaud Clément.

## Escândalo por apostas
Após a suspensão de nove meses de Alessio di Mauro por apostas ilegais em novembro de 2007, Bracciali e Potito Starace foram multados e receberam suspensões pequenas sem poder jogar. Bracciali recebeu uma multa de 14.300 libras e uma proibição de três meses a partir de 1º de janeiro de 2008.
Em julho e novembro de 2007, foram vazadas relações entre um homem de negócios, Manlio Bruni e Bracciali. Eles estavam conversando extensivamente sobre ganhar 50.000 euros cada por um set, ganho ou perdido, dependendo do jogo que Bracciali estava jogando. Os vazamentos foram publicados por várias revistas italianas de tênis.
Em 2015, a Federação Italiana de Tênis baniu Bracciali e Starace permanentemente. Depois de um longo processo, no final de 2016, a ATP confirmou a suspensão de 2 anos, permitindo aos atletas de jogarem eventos nacionais. Em janeiro de 2018, a suspensão vitalícia foi cancelada após a absolvição de ambos os jogadores. Bracciali voltou ao tribunal em junho de 2018, e mas foi mais uma vez banido, desta vez por toda a vida, em novembro daquele ano, e também foi multado em US$ 250.000.

## Títulos
Simples
- 2006 ATP de Casablanca, Marrocos sobre Nicolás Massú

Duplas
- 2005 ATP de Milão, Itália com Giorgio Galimberti